# RTÉ Lyric FM
RTÉ Lyric FM (Eigenschreibung: RTÉ lyric fm) ist ein irisches Hörfunkprogramm der öffentlich-rechtlichen Rundfunkgesellschaft Radio Telefís Éireann. RTÉ Lyric FM ist ein Kulturprogramm, das hauptsächlich klassische Musik und Jazzmusik sowie Musik aus Grenzgebieten bis hin zur Neoklassik spielt. Der kulturelle Wortanteil ist daneben eher gering. Das 1999 gegründete Programm sendete ursprünglich aus den Studios in Limerick, mittlerweile aus Dublin. Es kann in Irland auf UKW (96–99 MHz) sowie über den Satelliten ASTRA 2 E in West- und Mitteleuropa und weltweit über das Internet empfangen werden.

## Geschichte

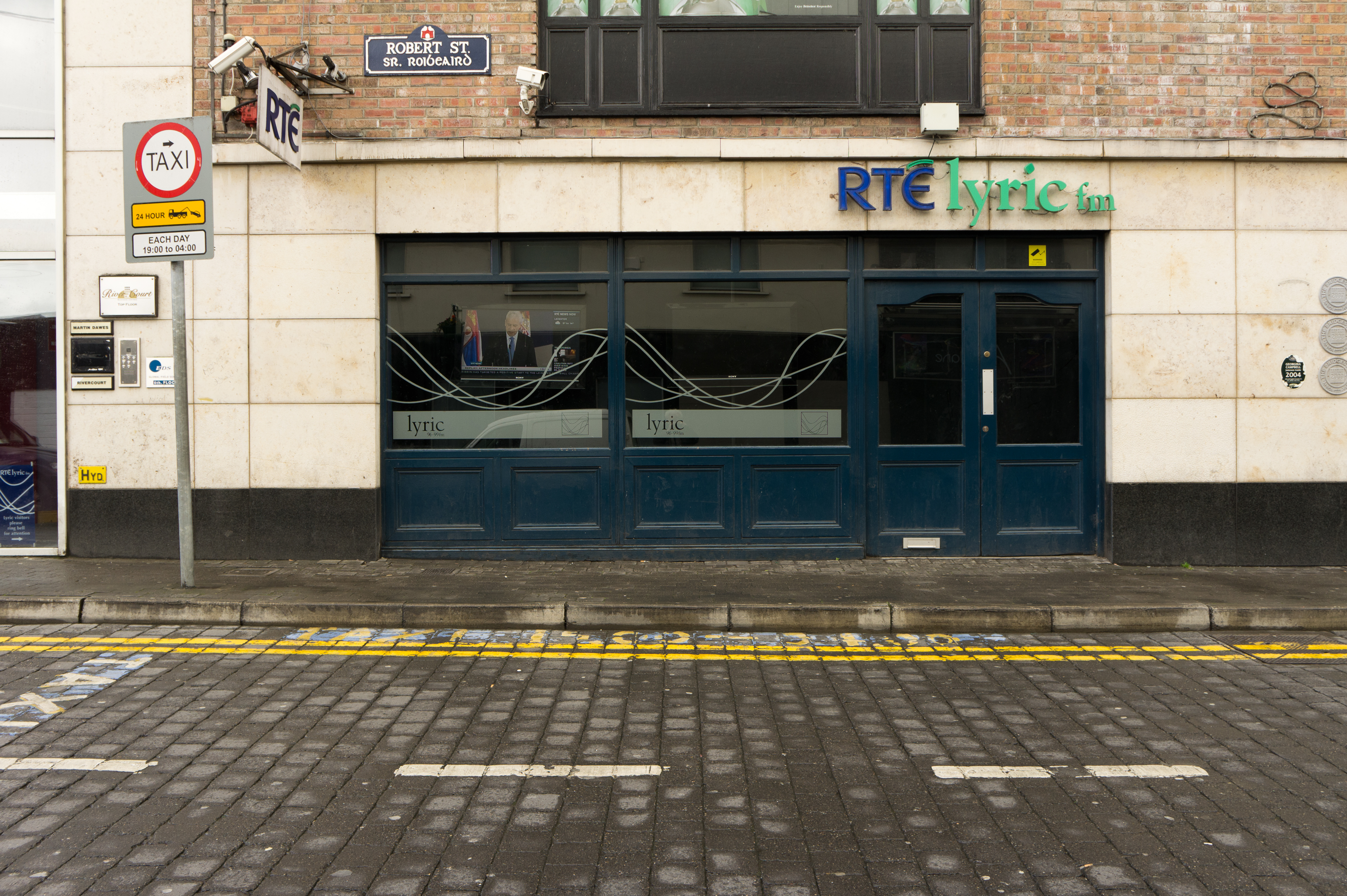
Studios von RTÉ Lyric FM in Limerick (2011)

RTÉ Lyric FM entstand aus FM3 Classical Music, das es seit den früher 80er-Jahren gab. FM3 sendete klassische Musik auf den Frequenzen von RTÉ Raidió na Gaeltachta zur Frühstücks-, Mittags- und Abendzeit. Der Sender wurde kaum beworben, außer durch Hinweise auf RTÉ Radio 1, und hatte nur geringe Hörerzahlen. Seine größte Bekanntheit hatte er vermutlich durch die gelegentlichen Übertragungen der Stereosoundtracks von Spielfilmen, die auf den Fernsehkanälen RTÉ 1 und 2 übertragen wurden, bevor RTÉ das digitale Stereosystem NICAM in Betrieb nahm.
Als Raidió na Gaeltachta seinen Sendezeitraum erweiterte, wechselte FM3 auf den Zeitraum von 19:30 Uhr bis 1:00 Uhr und blieb schließlich bis zur Frühstückszeit auf Sendung, wenn RnaG den Betrieb wieder aufnahm.
1999 baute RTÉ ein zusätzliches UKW-Sendernetz auf, und es wurde beschlossen, FM3 und Raidió na Gaeltachta zu trennen und weitere Formen von Minderheitenmusik ins Programm mitaufzunehmen. Teilweise war dazu der britische Sender Classic FM Vorbild. Das Ergebnis war Lyric FM (später umbenannt in: RTÉ Lyric FM), gestartet im Mai 1999. Als Teil der Regionalisierungspolitik wurde es von Dublin nach Limerick verlegt. Zum Zeitpunkt der Aufnahme des Sendebetriebs waren die digitalen Studios von RTÉ Lyric FM in der Cornmarket Row in Limerick die modernsten des Landes.
2004 gewann RTÉ Lyric FM zum zweiten Mal den Preis PPI National Station of the Year.
Die Studios in Limerick wurden im Zuge von Sparmaßnahmen ebenso aufgegeben wie die Ausstrahlung auf DAB+.